# Giro di Slovenia 2009
Il Giro di Slovenia 2009, sedicesima edizione della corsa, si svolse dal 18 al 21 giugno su un percorso di 684 km ripartiti in 4 tappe, con partenza a Capodistria e arrivo a Novo Mesto. Fu vinto dal danese Jakob Fuglsang della Team Saxo Bank davanti allo sloveno Tomaz Nose e all'italiano Domenico Pozzovivo.

## Tappe
| Tappa  | Data      | Percorso                | km  | Vincitore di tappa | Leader cl. generale |
| ------ | --------- | ----------------------- | --- | ------------------ | ------------------- |
| 1ª     | 18 giugno | Capodistria > Beljak    | 229 | Jakob Fuglsang     | Jakob Fuglsang      |
| 2ª     | 19 giugno | Kamnik > Lubiana        | 143 | Giovanni Visconti  | Jakob Fuglsang      |
| 3ª     | 20 giugno | Lenart > Krvavec        | 177 | Simon Špilak       | Jakob Fuglsang      |
| 4ª     | 21 giugno | Šentjernej > Novo Mesto | 135 | Marko Kump         | Jakob Fuglsang      |
| Totale | Totale    | Totale                  | 684 |                    |                     |

## Dettagli delle tappe

### 1ª tappa
- 18 giugno: Capodistria > Beljak – 229 km

| Pos. | Corridore      | Squadra     | Tempo    |
| ---- | -------------- | ----------- | -------- |
| 1    | Jakob Fuglsang | Saxo Bank   | 6h27'26" |
| 2    | Tomaz Nose     | Adria Mobil | a 2'12"  |
| 3    | Mitja Mahorič  | Radenska    | s.t.     |

| Pos. | Corridore      | Squadra     | Tempo    |
| ---- | -------------- | ----------- | -------- |
| 1    | Jakob Fuglsang | Saxo Bank   | 6h27'16" |
| 2    | Tomaz Nose     | Adria Mobil | a 2'16"  |
| 3    | Mitja Mahorič  | Radenska    | a 3'18"  |

### 2ª tappa
- 19 giugno: Kamnik > Lubiana – 143 km

| Pos. | Corridore         | Squadra     | Tempo    |
| ---- | ----------------- | ----------- | -------- |
| 1    | Giovanni Visconti | ISD-Neri    | 3h15'05" |
| 2    | Grega Bole        | Adria Mobil | s.t.     |
| 3    | Jure Kocjan       | Carmiooro   | a 2"     |

| Pos. | Corridore      | Squadra     | Tempo    |
| ---- | -------------- | ----------- | -------- |
| 1    | Jakob Fuglsang | Saxo Bank   | 9h40'43" |
| 2    | Tomaz Nose     | Adria Mobil | a 2'04"  |
| 3    | Mitja Mahorič  | Radenska    | a 3'06"  |

### 3ª tappa
- 20 giugno: Lenart > Krvavec – 177 km

| Pos. | Corridore          | Squadra   | Tempo    |
| ---- | ------------------ | --------- | -------- |
| 1    | Simon Špilak       | Lampre    | 4h34'27" |
| 2    | Matija Kvasina     | Loborika  | a 41"    |
| 3    | Domenico Pozzovivo | CSF Group | a 44"    |

| Pos. | Corridore          | Squadra     | Tempo     |
| ---- | ------------------ | ----------- | --------- |
| 1    | Jakob Fuglsang     | Saxo Bank   | 14h15'54" |
| 2    | Tomaz Nose         | Adria Mobil | a 2'48"   |
| 3    | Domenico Pozzovivo | CSF Group   | a 3'14"   |

### 4ª tappa
- 21 giugno: Šentjernej > Novo Mesto – 135 km

| Pos. | Corridore      | Squadra     | Tempo    |
| ---- | -------------- | ----------- | -------- |
| 1    | Marko Kump     | Adria Mobil | 3h46'02" |
| 2    | Luca Paolini   | Acqua & S.  | s.t.     |
| 3    | Marco Bandiera | Lampre-NGC  | s.t.     |

| Pos. | Corridore          | Squadra     | Tempo     |
| ---- | ------------------ | ----------- | --------- |
| 1    | Jakob Fuglsang     | Saxo Bank   | 18h01'56" |
| 2    | Tomaz Nose         | Adria Mobil | a 2'48"   |
| 3    | Domenico Pozzovivo | CSF Group   | a 3'14"   |

## Classifiche finali

### Classifica generale
| Pos. | Corridore          | Squadra     | Tempo     |
| ---- | ------------------ | ----------- | --------- |
| 1    | Jakob Fuglsang     | Saxo Bank   | 18h01'56" |
| 2    | Tomaz Nose         | Adria Mobil | a 2'48"   |
| 3    | Domenico Pozzovivo | CSF Group   | a 3'14"   |
| 4    | Dario David Cioni  | ISD-Neri    | a 3'29"   |
| 5    | Gasper Svab        | Sava        | a 3'54"   |
| 6    | Matija Kvasina     | Amica Chips | a 4'36"   |
| 7    | Jens Voigt         | Saxo Bank   | a 5'08"   |
| 8    | Mitja Mahorič      | Radenska    | a 5'14"   |
| 9    | Alexander Kolobnev | Saxo Bank   | a 6'01"   |
| 10   | Gorazd Štangelj    | Liquigas    | a 6'10"   |